# Acropimpla maculifacia
Acropimpla maculifacia är en stekelart som beskrevs av Gupta och Tikar 1976. Acropimpla maculifacia ingår i släktet Acropimpla och familjen brokparasitsteklar. Utöver nominatformen finns också underarten A. m. nigra.